# Mahalia Barnes
Mahalia Barnes, (Sydney, 1982. július 12. –) ausztrál rock-, soul- és dzsesszénekesnő, dalszerző. Jimmy Barnes skót-ausztrál rockénekes lánya. Barnes Mahalia Jackson nyomán kapta ezt a nevet.

## Pályafutása
Barnes-nak apja révén van egy féltestvére is, David Campbell. A The Tin Lids gyerekpop zenekar tagjaként kezdett fellépni testvéreivel, Eliza-Jane E.J.-vel, Elly-May-el és Jackie-vel. Apjuk „Two Fires” albumának felvételein szerepeltek először. A „When Your Love is Gone” című számban fellépő gyermekkórus tagjai voltak. Tin Lids nevű együttesük 1991 és 1994 között három albumot rögzített, amelyek mindegyike platinalemez lett. Egyik albumukat („Snakes & Ladders”) 1993-ban a legjobb gyerekalbum ARIA-díjára is jelölték.
Barnes rendszeresen koncertezik Ausztráliában. Más előadókat is támogat, köztük az R&B énekes Jade MacRae-t, a sydney-i The Hands zenekart − amelyen édesapja, Jimmy Barnes is szerepelt. Dolgozott a MacRae-vel, a The Hands-nek, Jimmy Barnes-szel (beleértve a „Gonna Take Some Time” című duettet is), Gary Pinto-val és nagybátyjával, Johnny Diesel-lel. Közreműködött más albumokon is.
Debütáló albuma, a „Volume 1” 2008. júniusában jelent meg. Barnes ott volt a The Voice ausztrál verziójának első évadában a „Proud Mary” című dallal 2012-ben. Minden zsüritag megnyomta a gombját, amikor rájöttek, hogy ő valójában Jimmy Barnes lánya.
Barnes 2015-ben a Social Family Recordshoz szerződött. Közreműködött a „Change Colors” albumában. 2021-ben Barnes „Pavlova” néven szerepelt a Voice-ban. A nyolcadik helyen végzett, miután az ötödik epizódban kiesett.

## Albumok
- 2008: Volume 1
- 2012: Come Together
- 2015: Ooh Yeah! – The Betty Davis Songbook
- 2018: Hard Expectations

## Fordítás
Ez a szócikk részben vagy egészben  a   Mahalia Barnes című angol Wikipédia-szócikk ezen változatának fordításán alapul.  Az eredeti cikk szerkesztőit annak laptörténete sorolja fel. Ez a jelzés csupán a megfogalmazás eredetét és a szerzői jogokat jelzi, nem szolgál a cikkben szereplő információk forrásmegjelöléseként.